# Budki (Szydłowiec)
Budki [pronunciación en polaco: /ˈbutki/] Es un pueblo ubicado en el distrito administrativo de Gmina Chlewiska, dentro del Condado de Szydłowiec, Voivodato de Mazovia, en el este de Polonia central. Se encuentra aproximadamente a 5 kilómetros al sureste de Chlewiska, a 4 kilómetros al suroeste de Szydłowiec, y a 112 kilómetros al sur de Varsovia.
El pueblo tiene una población de 687 habitantes.